# Обфускація
Обфускація — це затьмаренення передбачуваного значення повідомлення через ускладнення розуміння повідомлення, як правило, з заплутаною та двозначною мовою. Затьмарення може бути як ненавмисним, так і навмисним (хоча намір зазвичай мається на увазі) і досягається за допомогою іносказання (розмови довкола теми), використання жаргону (технічної мови професії) та використання арго (мови в групі), які мають обмежене комунікативне значення для сторонніх.